# Mariano Martín Clemente
Mariano Martín Clemente (Madrid, España, 9 de abril de 1945) es un exfutbolista español que se desempeñaba como defensa.

## Clubes
| Club                    | País   | Año       |
| ----------------------- | ------ | --------- |
| Rayo Vallecano          | España | 1968-1969 |
| Club Atlético de Madrid | España | 1969      |
| R. C. D. Mallorca       | España | 1969-1977 |
| C. D. Leganés           | España | 1977-1978 |